# Prosper de Luzzara
Prosper de Gonzague de Luzzara (1543 – Mantoue, 25 septembre 1614) est un noble italien.

## Biographie
Prosper est le fils de Maximilien de Gonzague, premier marquis de Luzzara et de Catherine Colonna.
Grand majordome des ducs de Mantoue, Guillaume de Mantoue et Vincent Ier de Mantoue, il est le seigneur de Borgo San Martino, maintenant, dans la Province d'Alexandrie, qui appartient au chef de la Facino Cane et obtient le titre de marquis, le 7 juillet 1590 du duc Vincent Ier de Mantoue.
Le 20 avril 1568, il participe en tant que parrain (nommé par le duc Guillaume) au baptême du futur saint Louis de Gonzague dans l'église des Saints Nazario et Celso (maintenant le Dôme de Castiglione delle Stiviere).
En 1593, après le meurtre de Rodolphe de Gonzague, marquis de Castiglione, le duc Vincent lui demande de traiter avec son frère, François, l'héritier du fief de Castel Goffredo qui occupe une position stratégique à la frontière du duché, pour un échange avec d'autres propriétés dans le Monferrato. François ne veut pas abandonner ses terres et l'affaire va jusqu'à la cour impériale qui donne raison au marquis de Castiglione. Prosper prend la tête d'un complot, ourdi par le duc de Mantoue Vincent Ier, pour éliminer le conseiller du marquis de Castiglione, " Petrocini.
Il est mort en 1614.

## Descendance
Prosper de Gonzague se marie en 1576 avec Isabelle de Gonzague, la fille de Pyrrhus, seigneur de Bozzolo, cadets de la branche de Gonzague de Sabbioneta et Bozzolo et ils ont treize enfants:
- Frédéric Ier de Luzzara (?-1630), son successeur comme marquis de Luzzara de 1614 à 1630,
- François ( - 1650), qui est mort jeune,
- Giambattista, qui est mort jeune,
- Albert, qui est mort jeune,
- Catherine (1583-?), nonne à Mantoue
- Gianfrancesco ( - 1650), un des chevaliers de Ordre de Saint-Étienne, pape et martyr
- Ludovic de Gonzague de Luzzara (it) (1587-1633), grand chancelier de l'Ordre du Rédempteur, et l'évêque d'Alba
- Massimiliano (1579-1613), chevalier de Ordre de Saint-Étienne, pape et martyr
- Galeazzo, l'Échanson de l'empereur Rodolphe II
- Barbara (1591-?), nonne à Mantoue
- Vincent, religieux et page impérial
- Giulia (?-1623), la femme de Roberto Avogadro, un noble de Brescia
- Marie

Il se marie en secondes noces à Diana Pecoroni, veuve de son cousin Louis de Gonzagoue de Poviglio, d'une ligne cadette des Gonzague de Luzzara. Ils n'ont pas d'enfants.